# Hombro-cabeza-hombro

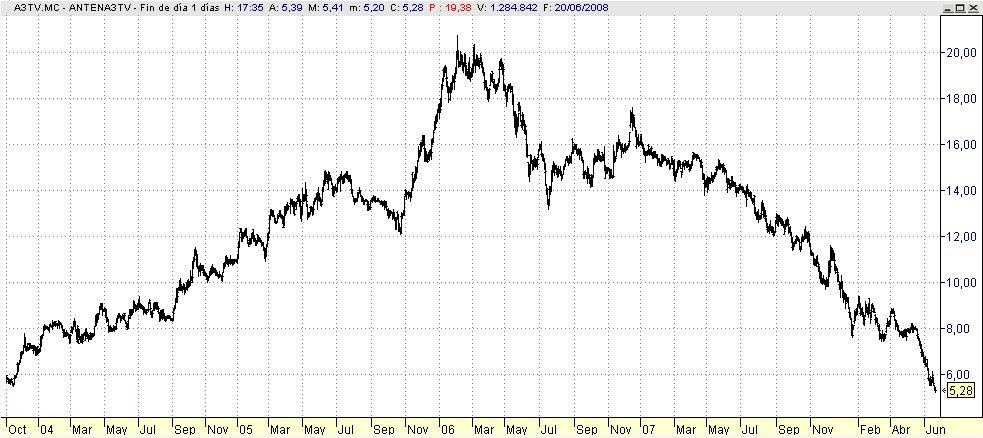
Gráfico de la figura hombro - cabeza - hombro

La figura hombro - cabeza - hombro (H-C-H) es una configuración visual que se suele encontrar en los gráficos de precios de activos financieros. Esta y otras figuras típicas son estudiadas por el análisis técnico que es una metodología de análisis bursátil.
La clásica figura de hombro - cabeza - hombro se manifiesta al final de una tendencia e implica un cambio de ella, bien sea alcista para pasar a bajista, o bien sea bajista para pasar a alcista. A este patrón se le atribuye un alto porcentaje de fiabilidad.

## Estructura
La figura se forma a través de la siguiente secuencia:
- Los precios forman tres techos en el que el máximo central (cabeza) es más alto que los otros dos extremos (hombros derecho e izquierdo).
- El volumen de contratación tiende a disminuir en la cabeza, indicando una debilidad en la tendencia.
- El tercer máximo (hombro derecho) inferior a la cabeza, pone de relieve una señal de debilidad.

Resulta de difícil identificación por parte del inversor, ya que la confirmación de la figura sólo se produce hasta que se ha formado el hombro derecho y cuando los precios traspasan la línea de cuello (neck line), que es el nivel de soporte.

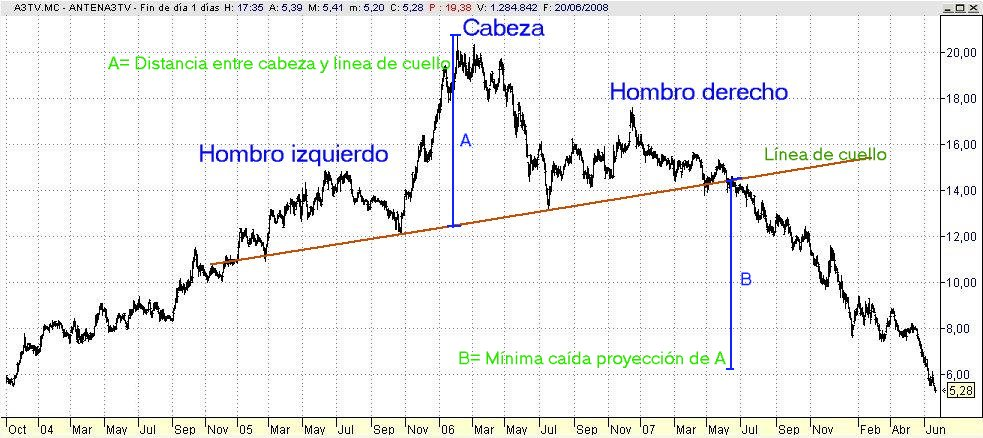
Estructura e interpretación del gráfico con la figura hombro - cabeza - hombro

La figura hombro - cabeza - hombro puede formarse tanto en tendencias primarias, secundarias como terciarias. Admite importante número de variaciones, siendo las más características las figuras del hombro - cabeza - hombro invertido (H-C-H i) y la de hombro - cabeza - hombro múltiple.

## Interpretación
Si los precios perforan la línea de cuello, entonces se coge el rango entre el máximo de la cabeza y la línea de cuello (A) y se aplica su proyección justo en el mismo lugar de donde se produjo la perforación de precios en el cuello (B), dándonos así el objetivo mínimo de caída de los mismos. Por lo tanto, se interpreta como una señal de probable cambio de tendencia, ya sea en mercados alcistas o descendentes, donde se forma la figura invertida.

## Hombro-cabeza-hombro invertido (H-C-H i)
Dentro del análisis gráfico de valores, la figura hombro – cabeza – hombro invertido se manifiesta en los suelos del mercado y suele implicar un cambio de tendencia de bajista a alcista. Su formación es simétrica a la figura hombro – cabeza – hombro pero invertida donde la cabeza y los hombros están abajo de la gráfica formando precios mínimos.
Al igual que su homónima resulta de difícil identificación hasta la formación del segundo hombro, que confirma la constitución de la figura.

## Hombro-cabeza-hombro múltiple (H-C-H m)
A veces se suceden continuos hombros - cabeza - hombros en la figura de precios, éstos son de corto espacio de tiempo.
- Datos: Q4384938